# Tampographie
La tampographie est un système d’impression indirecte permettant de marquer tout type de support, quelle que soit sa forme.
Ce procédé de prise d’encre contenue dans le creux d’un cliché gravé, obtenu par photogravure chimique sur un objet au moyen d’un tampon transfert en caoutchouc silicone, dépose un film d’encre très fin, sur diverses surfaces régulières ou irrégulières. Ce procédé garantit un marquage précis et rapide, quel que soit le volume. La tampographie est surtout utilisée sur des produits difficiles à imprimer par les procédés plus traditionnels, notamment dans les domaines médical, automobile, promotionnel et électronique.
Le tampon en silicone a pour fonction de « prendre » l'image gravée sur le cliché plat pour la déposer sur la surface du support à imprimer, qu'il soit plat, cylindrique, sphérique, avec des angles, texturé, convexe ou concave. Le tampon sera adapté[pas clair] à la surface à imprimer.

## Historique
Des formes primitives d'impression par tampographie existent depuis longtemps, mais le procédé n'a été stabilisé et ce s’est largement développé qu'à partir du XVIIIe siècle, lorsque des machines primitives[C'est-à-dire ?] sont apparues, relayant la peinture à la main de décors d'horloges et montres, en Forêt-Noire et dans le Jura suisse.

## La tampographie dans le monde des objets publicitaires[2]
La tampographie connaît un fort succès dans le milieu des goodies. En effet, cette technique de marquage est très flexible et polyvalente, elle peut être utilisée sur différentes formes et divers matériaux. Le tampon prend tout son sens sur les surfaces non planes. La personnalisation par tampographie peut donc être faite sur un stylo cylindrique, une clé USB de petite taille ou encore sur la surface d’un carnet.
Le temps de séchage varie selon le matériau ; il est par exemple plus long sur un porte-clés en métal ou sur un mug en céramique.

## Spécificités

### Avantages
- Permet de décorer des formes non régulières, convexes, concaves...
- Permet de décorer une large catégorie de matériaux de par la diversité des encres disponibles
- Permet de très petites séries facilement (avec des clichés en résine photo-sensible)
- Permet l'impression en plusieurs couleurs sans séchage intermédiaire
- Son coût est l'un des plus faibles du marché de la personnalisation
- Toutes les formes peuvent être marqué en tampographie

### Inconvénients
- Dépose une couche fine d'encre qui garde une certaine transparence aisément pallié par l'impression d'une sous-couche de blanc
- Difficile de réaliser des aplats en une seule impression, le cliché devant être tramé : on obtient une trame plus ou moins visible qui peut être supprimée par des gravures particulières et/ou la fonction double impression présente aujourd'hui dans la quasi-totalité des machines proposées par les fabricants
- La taille d'impression est limitée
- La tampographie sur des matières flexibles s'altère avec le temps
- Ne résiste pas au lave-vaisselle si le marquage est fait sur du verre ou de la céramique[3], la sublimation est alors préférable
- Temps de séchage accru sur certaine matière

### Comment la reconnaître
- Sur les aplats il y a une trame visible au compte-fils
- La couche d'encre est extrêmement fine (on ne la sent pas à l'ongle) et légèrement transparente

## Procédé

### Éléments
1. Le cliché : peut être réalisé dans différents matériaux suivant le volume à imprimer : résine photosensible (très facilement réalisable par photogravure, pour petite série), plaque mince d'acier ou bloc d'acier pour grande série ; il est gravé finement en creux (et avec une trame pour les aplats larges) pour recevoir une fine pellicule d'encre
2. L'encrier : contient l'encre ; il existe des systèmes à encrier ouvert (plus ancien) et d'autres à encrier fermé (plus moderne).
3. L'encrier fermé est un réceptacle posé sur le cliché et qui parcourt ce dernier par mouvement successif de va-et-vient. Sa bague (en contact avec le cliché) est souvent en céramique et assure l'étanchéité
4. Le tampon : c'est une masse en silicone souple moulé qui a pour fonction de prendre l'encre sur le cliché et de la déposer sur l'objet à imprimer. Sa dimension, forme et dureté dépend de l'application. Il existe toutefois 2 familles principales de forme : ronde (demi-sphère) ou barre allongée
5. L'encre, qui sert à l'impression. Il existe plusieurs familles d'encres suivant les besoins et le support à imprimer. Les encres de tampographies sont toutes à base de solvant et nécessitent l'usage d'additif (diluant ou solvant). L'un des paramètres important de la tampographie est la vitesse d'évaporation des solvants qui permet le transport de l'encre par le tampon et la dépose sur la surface à imprimer. Cette évaporation dépend aussi des conditions climatiques. La prise de l'encre se fait suivant le type simplement par exposition à l'air (on peut accélérer par la chauffe) ou par une source UV (encre UV). Pour certains supports difficiles à décorer, il peut être nécessaire d'utiliser des encres bi-composants : l'encre et un durcisseur.

### Cycle
1. L'encrier racle le cliché et y dépose de l'encre fraîche et s'arrête en bout de course (hors zone encrée)
2. Les solvants commencent à s'évaporer, rendant l'encre légèrement collante pour le tampon
3. Le tampon en silicone vient se presser sur le cliché et prend l'encre
4. Le tampon se relève ; le cycle de l'encrier reprend par des mouvements de va-et-vient
5. Le tampon se déplace au-dessus de l'objet à décorer
6. Les solvants continuent à s'évaporer, rendant l'encre collante pour le support
7. Le tampon vient se presser sur le support à décorer et y déposer l'encre
8. Le tampon se relève